# Pseudoprocris dolosa
Pseudoprocris dolosa är en fjärilsart som beskrevs av Druce 1884. Pseudoprocris dolosa ingår i släktet Pseudoprocris och familjen bastardsvärmare. Inga underarter finns listade i Catalogue of Life.